# Església de Sant Jaume (Palma)
L'Església de Sant Jaume és una església parroquial gòtica de Mallorca que es troba al carrer homònim. El temple actual és del segle xiv, però la parròquia fou fundada els primers anys després de la Conquista el segle xiii i és una de les cinc parròquies històriques de la ciutat.
La Parròquia de Sant Jaume fou fundada pels reis de Mallorca i ja apareix documentada el 1248 a la butla d'Innocenci IV. Cal pensar que el primer temple hauria estat un edifici molt simple i aprofitant els edificis preexistents; així, les obres del temple actual començaren el segle xiv i estan documentades el 1327, dirigides per Jordi Pujol. Aquest temple és el que es conserva actualment, però el portal és del segle xviii, i la Capella del Santíssim hi fou afegida al segle xvii.
El portal original, del segle xv, fou refet el segle xviii en estil barroc. Mira cap al carrer de Sant Jaume, davant un petit espai que fa de placeta, i data de 1776, tal com s'hi pot llegir. La Capella del Santíssim fou bastida el segle xvii sobre unes cases adjacents cedides el 1650 per Tomàs de Torrella, cavaller de l'Orde de Calatrava. És de planta quadrangular i està coberta per una cúpula sobre petxines que neixen a la motlura de la base de la cúpula i dels arcs de mig punt que la sostenen.